# Comté de San Mateo
Pour les articles homonymes, voir San Mateo et Mateo (homonymie).
Le comté de San Mateo (en anglais : San Mateo County) est un comté de l'État américain de Californie. Situé dans la région de la baie de San Francisco, il couvre une grande partie de la péninsule de San Francisco. L'aéroport international de San Francisco est situé à son extrémité nord ; la Silicon Valley commence à sa frontière sud. Créé en 1856 à partir de terres des comtés de San Francisco et Santa Cruz, il compte 764 442 habitants lors du recensement des États-Unis de 2020. Son chef-lieu est Redwood City et sa plus grande ville est Daly City.

## Transport

### Routes principales
- Interstate 280 (Junipero Serra Freeway)
- Interstate 380 (Kopp Freeway)
- U.S. Route 101 (Bayshore Freeway)
- State Route 1 (Cabrillo Highway)
- State Route 82 (El Camino Real)
- State Route 84 (Woodside Road, Dumbarton Bridge)
- State Route 92 (J. Arthur Younger Freeway, San Mateo Bridge)

### Transports publics
SamTrans (San Mateo County Transit District) fournit un service de lignes de bus local dans le comté. Les lignes ferroviaires de Caltrain traversent le comté du nord au sud, le long de la Highway 101 sur la plupart du parcours. Les trains du Bay Area Rapid Transit (BART) desservent l'aéroport international et la partie nord du comté jusqu'à Millbrae. Caltrain, BART et SamTrans convergent à la station intermodale de cette ville.

## Démographie
| Groupe            | Comté de San Mateo | Californie | États-Unis |
| ----------------- | ------------------ | ---------- | ---------- |
| Blancs            | 53,3               | 57,6       | 72,4       |
| Asiatiques        | 24,8               | 13,1       | 4,8        |
| Autres            | 11,8               | 17,0       | 6,2        |
| Métis             | 5,3                | 4,9        | 2,9        |
| Afro-Américains   | 2,8                | 6,2        | 12,6       |
| Océaniens         | 1,4                | 0,4        | 0,2        |
| Amérindiens       | 0,5                | 1,0        | 0,9        |
| Total             | 100                | 100        | 100        |
|                   |                    |            |            |
| Latino-Américains | 25,4               | 37,6       | 16,7       |

| 1860  | 1870  | 1880  | 1890   | 1900   | 1910   |
| ----- | ----- | ----- | ------ | ------ | ------ |
| 3 214 | 6 635 | 8 669 | 10 087 | 12 094 | 26 585 |

| 1920   | 1930   | 1940    | 1950    | 1960    | 1970    |
| ------ | ------ | ------- | ------- | ------- | ------- |
| 36 781 | 77 405 | 111 782 | 235 659 | 444 387 | 556 234 |

| 1980    | 1990    | 2000    | 2010    | 2020    | - |
| ------- | ------- | ------- | ------- | ------- | - |
| 587 329 | 649 623 | 707 161 | 718 451 | 764 442 | - |

Selon l'American Community Survey pour la période 2010-2014, 53,71 % de la population âgée de plus de 5 ans déclare parler l'anglais à la maison, 14,84 % déclare parler l'espagnol, 7,94 % une langue chinoise, 6,74 % le tagalog, 1,14 % le russe, 1,0 % une langue océanienne (principalement tongien et samoan), 0,94 % l'arabe, 0,92 % l'hindi, 0,91 % le japonais, 0,60 % le français, 0,60 % l'allemand et 8,82 % une autre langue.